# Skådetennis
Skådetennis är en svensk kortfilm från 1945 i regi av Nils Berman

## Om filmen
Filmen premiärvisades 22 januari 1945. Filmen spelades in av Harry Lindberg och Stig Hallgren med Manne Berggren som speaker.  

## Roller i urval
- Elof Ahrle - på sitt lantställe
- Birgit Rosengren - på sitt lantställe
- Nils Poppe - spelar fotboll
- Alice Babs - segelflyger
- Gustaf V - kung av Sverige
- Karl Gerhard
- Håkan Westergren
- Inga Tidblad
- Sigge Fürst
- Fritiof Billquist
- Rune Halvarsson
- Gunn Wållgren
- Bengt Logardt
- Lauritz Falk